# Siebter Osmanisch-Venezianischer Krieg (1683–1699)

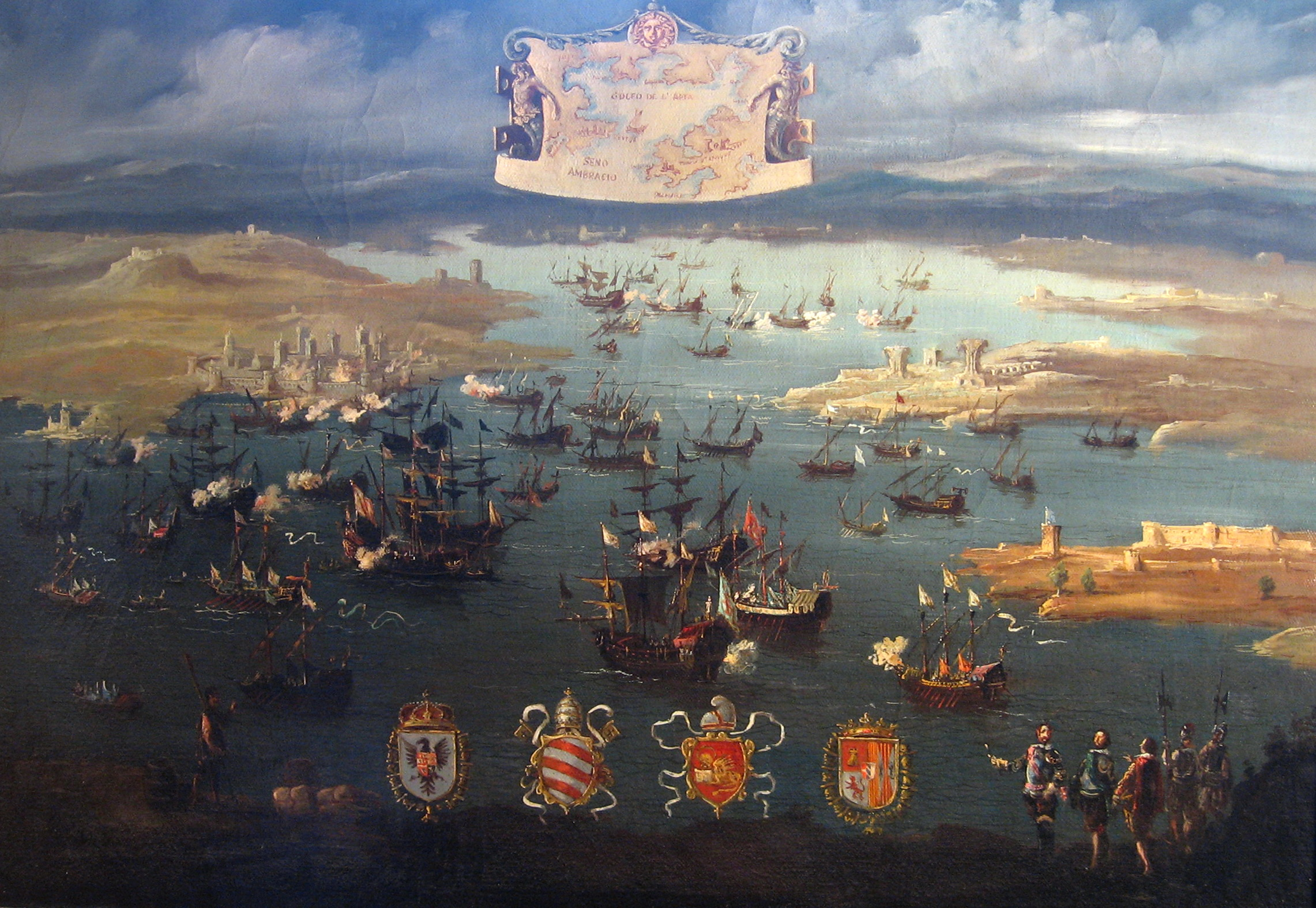
Die venezianische Flotte vor Prevesa, um 1690

Der Siebte Osmanisch-Venezianische Krieg oder auch Moreakrieg, ereignete sich von 1683 bis 1699 und wurde größtenteils zur See geführt. Er war ein Teilkrieg des großen Türkenkriegs. Der einer heiligen Liga unter dem Papst Innozenz XI. angehörenden Republik Venedig, gelang es dabei das, nach der erfolglosen Belagerung von Wien 1683 und der Seeschlacht von Lepanto 1571, geschwächte Osmanische Reich zu besiegen und den Peloponnes (Morea) zurückzuerobern.

## Vorgeschichte
Venedig war nach dem Vierten Kreuzzug 1204 und dem Zerfall des byzantinischen Kaiserreiches, bereits in den Besitz mehrerer Inseln und Küstengebiete in der Ägäis und dem Ionischen Meer gekommen. Mit dem zunehmenden Einfluss der Osmanen auf dem Balkan während des 16. und 17. Jahrhunderts, verlor Venedig allmählich viele dieser Besitzungen in verschiedenen Kriegen wie dem Zweiten Venezianisch-Osmanischen Krieg.
Obwohl das Osmanische Reich die Hegemonie über den Mittelmeerraum behielt, waren Zeichen des Niedergangs sichtbar. Die Wirtschaft litt unter neuen Handelsrouten von Amerika nach Europa, ein zunehmend unausgeglichener Haushalt und wiederholte Abwertungen der Währung sowie veraltete Militärdoktrinen trugen ebenfalls zum allmählichen Machtverlust bei. Obwohl Murad IV. Reformen durchführte, welche das Osmanische Reich zeitweise stärkten, waren dessen Ressourcen nach dem extrem langen, gewonnenen Krieg um Kreta (1653–1683) erschöpft.
Nachdem 1683 auch die Belagerung Wiens gescheitert war, wurde eine heilige Liga geformt, welche zum Ziel hatte, die Türken aus Europa zu verdrängen, dabei übernahm Venedig eine führende Rolle im Mittelmeerraum, während Österreich vor allem auf dem Balkan gegen die Osmanen kämpfte.

## Verlauf
Der Teilkrieg war hauptsächlich von maritimen und amphiben Operationen und Gefechten in der Ägäis, dem Ionischen Meer und bei den Dardanellen gegen die Osmanen geprägt, es gab nur wenige Landschlachten. Hauptsächlich waren an den Auseinandersetzungen auf der christlichen Seite verschiedene Schiffe von mehreren italienischen Staaten, sowie Schiffe aus Venedig, dem Kirchenstaat und mehrere Schiffe des Malteserordens beteiligt. Jedoch kam es auch vor Nordafrika zu Gefechten mit den Barbareskenstaaten, die das Osmanische Reich unterstützten, an denen sich auch die Franzosen beteiligten.

### Venezianische Offensive

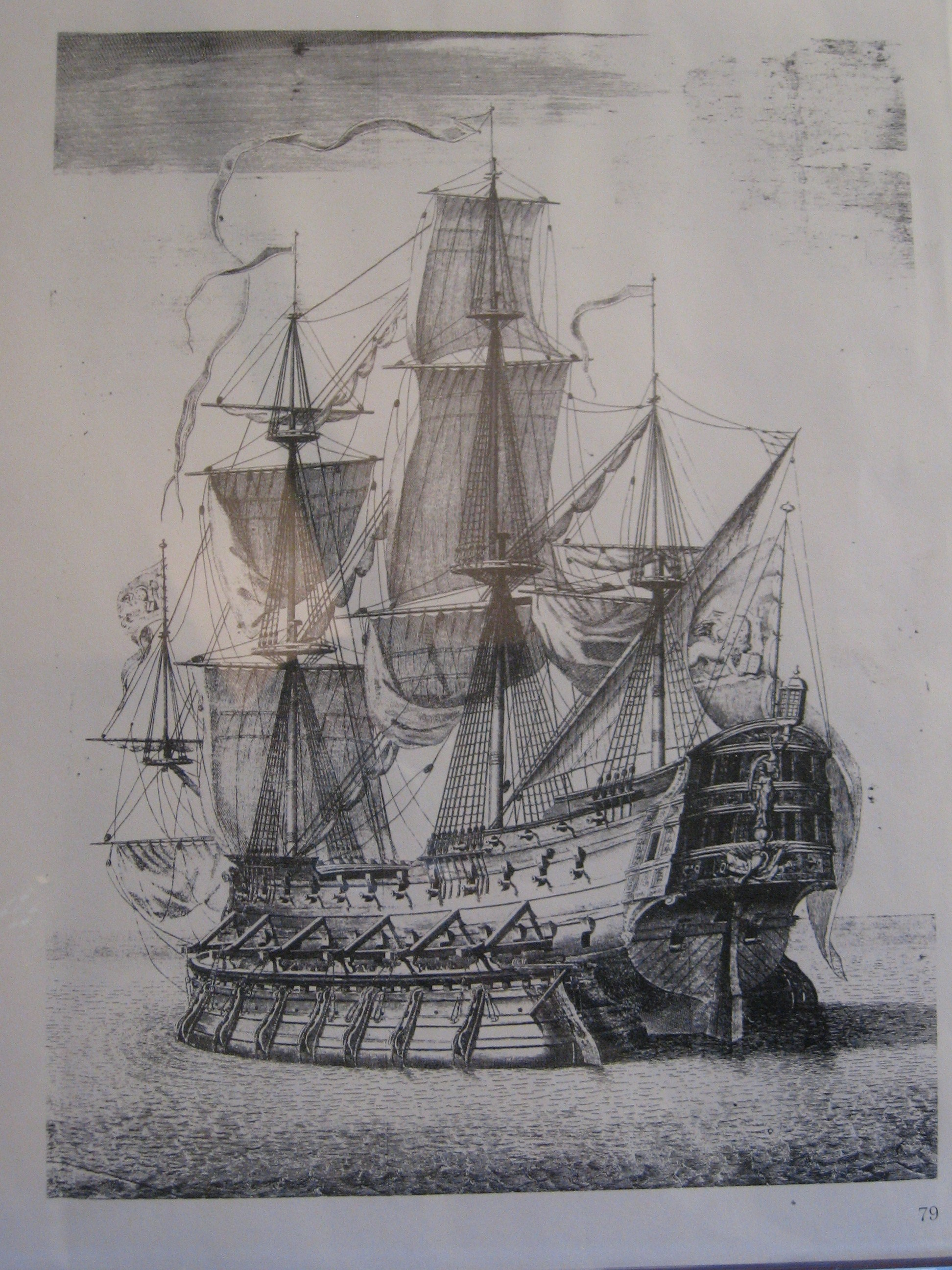
Venedig baute zunehmend große Segelschiffe wie dieses. Sie trugen mehr Kanonen und waren schwerer zu entern.

Die venezianische Flotte wurde dem Kommando von Francesco Morosini unterstellt, der bereits im Krieg um Kreta gekämpft hatte. Durch die letzten Kriege hatte Venedig gelernt, dass große Segelschlachtschiffe essentiell für den Erfolg zur See waren, und hatte deswegen begonnen, eigene Schiffe zu bauen, anstatt sich auf französische und niederländische Schiffe, besetzt mit venezianischen Matrosen, zu verlassen. Die türkische Flotte war, samt den verbündeten Barbareskenstaaten, der venezianischen Flotte ebenbürtig, besaß aber weniger Segelschiffe, sondern mehr Galeeren.

#### Westliches Griechenland 1683–1684
Das Jahr 1683 war von kleineren Scharmützeln und Übergriffen auf Handelsschiffe geprägt. Am 10. Juni 1684 verließ Morosini schließlich Venedig und brach mit einem Teil der Flotte nach Korfu auf, wo er auf den restlichen Teil wartete. Am 21. landete er Truppen nahe einer osmanischen Festung bei Santa Maura, die Verteidiger ergaben sich am 6. August. Die venezianischen Truppen eroberten daraufhin die Städte Aitoliko und Missolonghi. Mit Unterstützung Venedigs entstand ein Aufstand in Albanien. Als nächstes Ziel griffen die Venezianer den osmanischen Stützpunkt bei Prevesa an, von dem aus osmanische Schiffe operierten und der für die Eroberung weiterer Festungen strategisch von elementarer Bedeutung war. Am 20. September gelang es einem venezianischen Geschwader, ein türkisches Kontingent bei Chios zu stellen, welches jedoch nach kurzem Kampf entkommen konnte. Am 29. September wurde Prevesa schließlich erobert. Im Dezember unternahmen die Venezianer mehrere leichte Überfälle im Golf von Arta, welche relativ erfolgreich waren. Trotz eines gut verlaufenen ersten Kriegsjahres für Venedig und seine Verbündete erlitten diese viele Verluste, vor allem durch Krankheiten. Die Osmanen verloren fast vollständig die Kontrolle über das westgriechische Inland.

#### Eroberung des Peloponnes 1685–1687

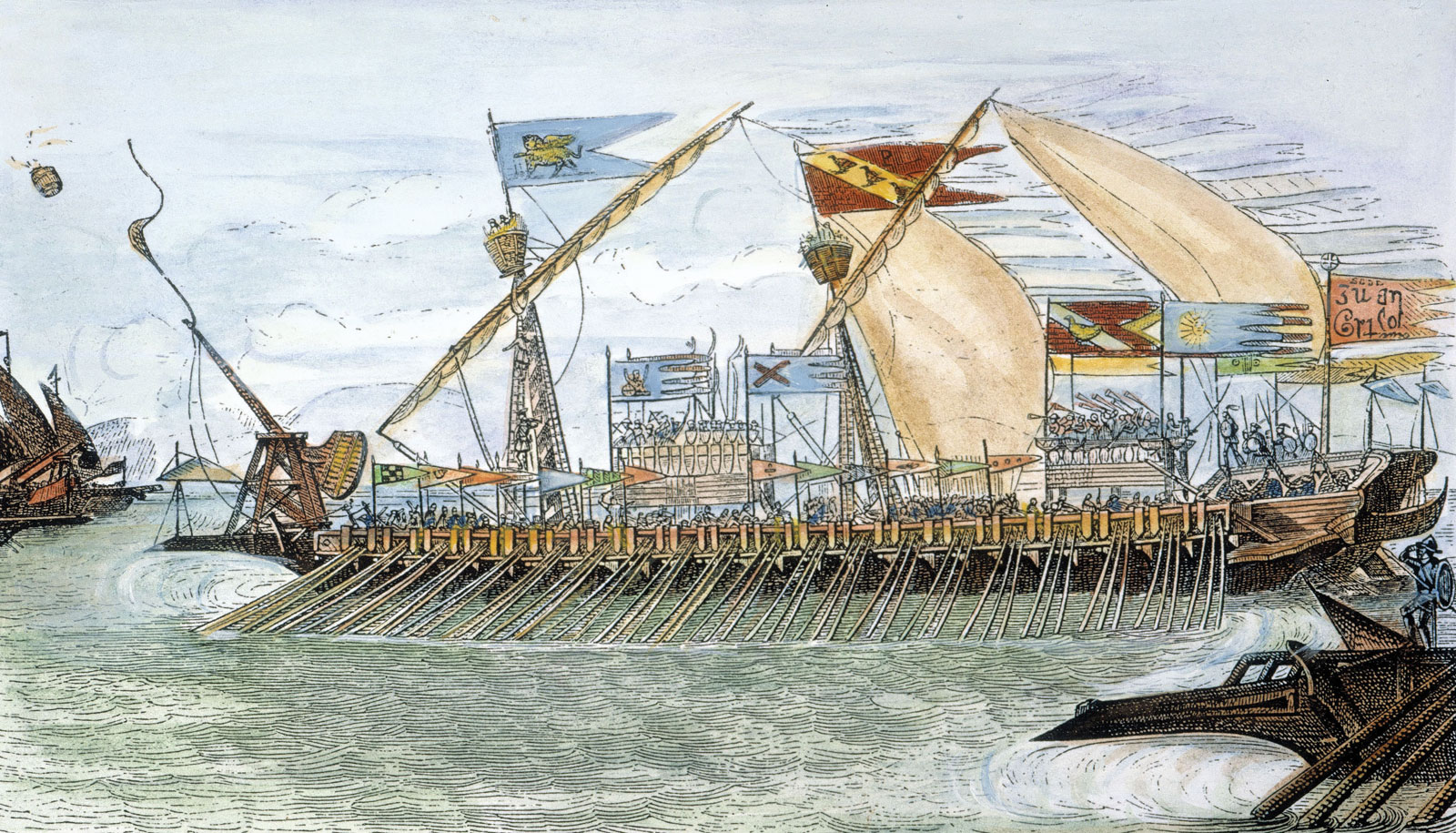
Die Türken verwendeten hauptsächlich Galeeren, ähnlich dieser venezianischen

Die ersten drei Monate des Jahres 1685 waren recht ereignislos, die christliche Flotte sammelte sich bei Prevesa, bevor beschlossen wurde, als Nächstes eine Invasion des Peloponnes vorzubereiten. Am 24. Juni wurden schließlich Truppen im Golf von Messina bei Koron gelandet. Während christliche Truppen Koron angriffen, bombardierte eine französische Flotte den Barbareskenstaat Tripolis, welcher entgegen einer Vereinbarung weiterhin europäische Handelsschiffe kaperte, am 29. wurde eine neue Vereinbarung getroffen. Obwohl die Osmanen versuchten, die Belagerung von Koron aufzuheben, wurden sie am 7. Juli besiegt, vier Tage später ergaben sich die Verteidiger von Koron. Daraufhin wurden im September auch die osmanischen Stützpunkte im Inland und bei Zarnata sowie Kalamata erobert. Währenddessen befand sich die griechische Bevölkerung in großen Teilen der Region in offener Rebellion gegen die Osmanen. Auch 1685 waren die Verluste auf beiden Seiten schwer.
Im Frühling 1686 ergriffen die Osmanen die Initiative und versuchten, vom Land aus Zarnata sowie die Festung Chielafa zurückzuerobern, scheiterten aber, da es den Venezianern gelang, die Verteidiger über das Meer relativ sicher zu versorgen. Schließlich landeten erneut Truppen im Golf von Messina, die im Juni zwei Festungen bei Navarino eroberten. Nach einer erfolgreichen Schlacht am 22. Juni eroberten die Christen Methoni. Schließlich überraschten sie die Osmanen, als sie Truppen vor Nauplia, der Hauptstadt der Morea landeten und diese am 30. August eroberten, nachdem ein osmanisches Entsatzheer am 7. und 29. August in einer offenen Feldschlacht besiegt worden war. Zur See gelang es den Türken weiterhin nicht, die christliche Flotte zu stellen, und es kam nur zu kleineren Seeschlachten, die weitestgehend folgenlos blieben. Bei Mitylene kam es im Oktober zu einer ergebnislosen Seeschlacht, welche das letzte größere Gefecht 1686 markierte.
Nachdem es Venedig gelungen war, in der ersten Jahreshälfte 1687 in mehreren kleineren Seegefechten Kontrolle über den Golf von Korinth herzustellen, landeten Truppen und nahmen Patras und Lepanto im Juli ein. Die demoralisierte türkische Landarmee gab indes den Peloponnes auf. Am 28. September marschierten Truppen der heiligen Liga in Athen ein. Damit war der Peloponnes praktisch vollständig erobert.

#### Angriff auf Euböa 1688

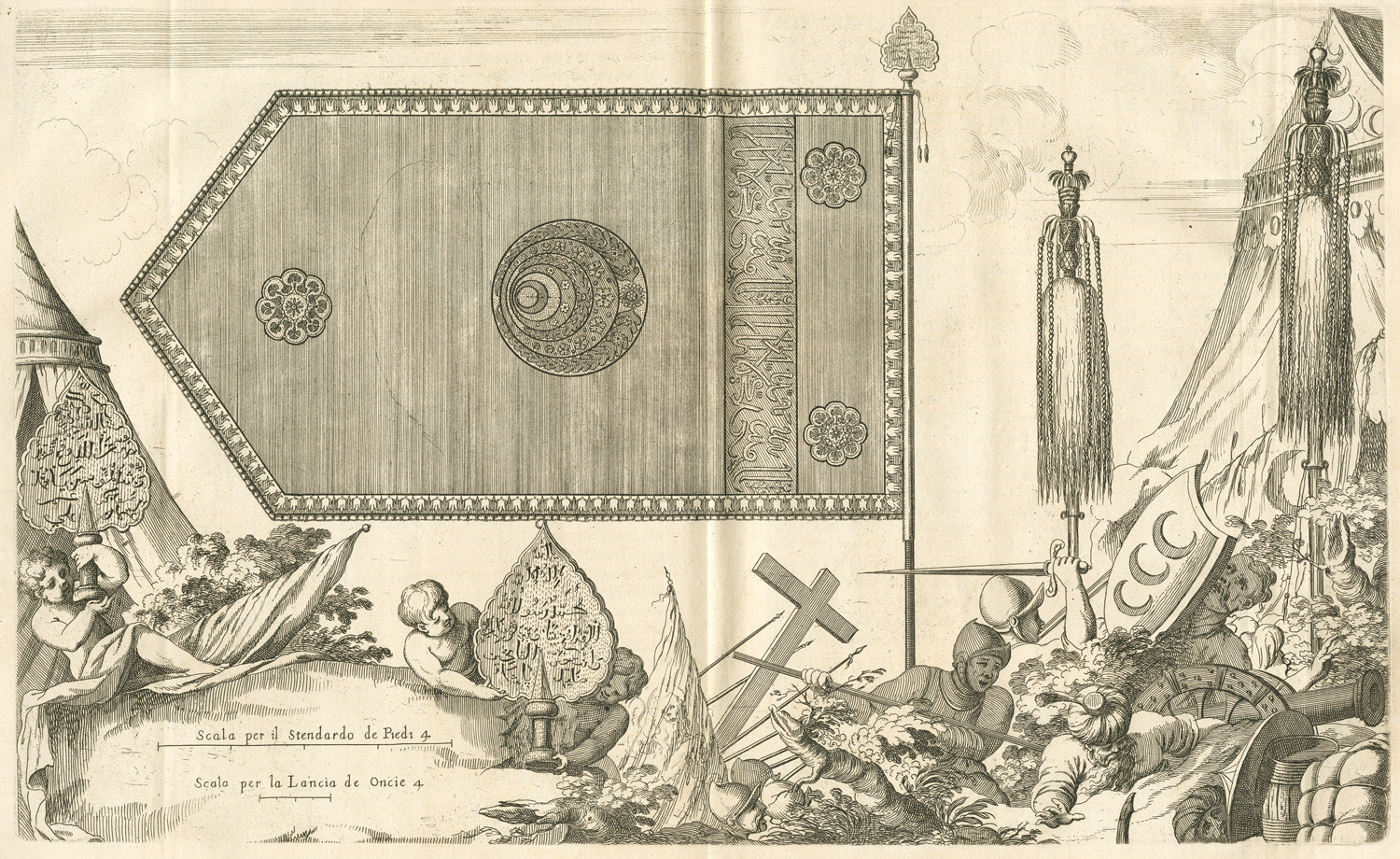
Osmanische Insignien, die im Kampf in die Hände der Christen fielen, werden als Trophäen präsentiert.

1688 holten die Osmanen zum Gegenschlag aus und versammelten eine Armee bei Theben. Aufgrund der schwierigen Versorgungslage und der Pest wurde Athen aufgegeben und Morosini bereitete einen Angriff auf Euböa vor. Trotz der Aufgabe von Athen konnten die Osmanen nicht reagieren, da sie erst kürzlich auf dem Balkan und in Dalmatien schwere Niederlagen erlitten hatten. Am 11. Juli landeten venezianische Truppen bei Euböa, und eine langwierige verlustreiche Belagerung begann. Am 12. Oktober mussten sich die Truppen, geschwächt von Pest und Ruhr, die auf Euböa grassierten, endgültig zurückziehen, damit war die Belagerung von Euböa gescheitert. Die Christen waren derart geschwächt, dass sie keine weiteren Operationen durchführten. Zur See konnten in diesem Jahr ebenfalls keine besonderen Erfolge verzeichnet werden.

### Osmanische Gegenoffensive
Nachdem Süleyman II. seinen Bruder abgesetzt hatte, war der neue Sultan eigentlich zu Friedensverhandlungen bereit, aber der Ausbruch des Neunjährigen Krieges 1688 und die anschließende Umlenkung österreichischer Ressourcen in den Kampf gegen Frankreich ermutigte die osmanische Führung, den Krieg fortzusetzen. Unter der Führung des neuen Großwesirs Köprülü Fazıl Mustafa Pascha gingen die Osmanen zur Gegenoffensive über. Da die Hauptbemühungen gegen Österreich gerichtet waren, konnten die Osmanen jedoch nicht genug Männer entbehren, um die venezianischen Errungenschaften vollständig rückgängig zu machen.

#### Griechenland 1689–92
Als Folge der schweren Krankheit der venezianischen Söldner, die vor allem aus deutschen Fürstentümern wie Hessen-Kassel stammten, verlief das Jahr 1689 sehr ruhig. Die christliche Flotte belagerte Malvasia, den letzten osmanischen Stützpunkt auf der Morea. Währenddessen bereiteten die Osmanen einen Gegenschlag vor, indem sie Plünderungen und Überfälle durchführten. Anfang 1690 erkrankte auch Morosini schwer und wurde von einem neuen Kommandanten, Corner, ersetzt. Während die Christen weiterhin Malvasia belagerten, gelang es den Osmanen am 25. März, venezianische Schiffe nahe Milo zu stellen, eines wurde versenkt, ein anderes gekapert. Am 12. August wurde Malvasia erobert. Mit der kompletten Kontrolle über den Peloponnes richteten die Venezianer nun ihre Aufmerksamkeit auf die östliche Adria. Am 17. August und den folgenden Tagen wurden Canina und Valona eingenommen. Am 8. September 1690 ereignete sich eine schwere aber ergebnislose Seeschlacht bei Mytilene.
Die nächsten zwei Jahre waren durch den plötzlichen Tod Corners und des Papstes relativ ereignislos. Die Venezianer unter ihrem neuen Befehlshaber Domenico Mocenigo gaben Canina auf, welches von den Türken eingenommen wurde. Den Rest des Jahres verbrachten die Christen damit, nach der osmanischen Flotte zu suchen, allerdings ohne Erfolg.
Die ersten sechs Monate des Jahres 1692 verbrachten die Christen damit, ihre Flotte bei Nauplia zu versammeln. Am 17. Juli landeten Truppen bei Canea auf Kreta, die Belagerung wurde aber abgebrochen, als Mocenigo von einer überlegenen osmanischen Entsatzflotte erfuhr. In Venedig erschien es, dass Morosini der einzige Mann war, der wirklich Erfolge erzielen konnte, weswegen er, nun genesen, zum neuen Oberbefehlshaber gewählt wurde.

#### Invasion des Peloponnes 1692–1695
Ende 1692 begannen die Osmanen schließlich mit dem Versuch den Peloponnes zurückzuerobern, zogen sich aber zurück, nachdem Morosini 1693 Salamis und Ägina erobern konnte. Am 16. Januar 1694 starb er jedoch in Nauplia. Nach mehrern Monaten Stillstand führte sein Nachfolger Antonio Zen, gegen den Rat seiner Offiziere eine Expedition gegen die reiche Insel Chios vor der Küste Kleinasiens. Die Insel wurde eingenommen, aber die türkische Reaktion war schnell. Eine Seeschlacht in der Nähe der Oinousses-Inseln im Februar 1695 führte zu einer venezianischen Niederlage und erzwang einen Rückzug der Venezianer aus Chios.

#### Letzte Kriegsjahre 1695–1699

Die Provinzen des Königreichs Morea

Die letzten Jahre des Krieges waren hauptsächlich von Seeschlachten geprägt, zwei weitere Versuche der Osmanen, die Morea zurückzuerobern, wurden 1695 zurückgeschlagen. Daraufhin kam es zu mehreren Seeschlachten bei Andros 1696, Lemnos im Juli 1697 und bei Samothrake 1698, diese blieben jedoch trotz schwerer Verluste ohne Sieger und damit auch folgenlos. Ab 1699 begannen Friedensverhandlungen.

## Folgen
Der Vertrag von Karlowitz, unterzeichnet im Januar 1699, bestätigte den venezianischen Besitz von Kefalonia und der Morea mit der Insel Ägina, die als „Königreich der Morea“ organisiert wurden und in vier Provinzen unterteilt wurden: Romania, mit Sitz in Nauplia, Laconia, mit Sitz in Malvasia, Messenien, mit Sitz in Navarino und Achaia, mit Sitz in Patras. Der Krieg hatte auf dem Peloponnes eine demografische und wirtschaftliche Krise verursacht. Nach der ersten von den Venezianern durchgeführten Volkszählung gab es 86.468 Menschen auf der Halbinsel im Vergleich zu einer Vorkriegsbevölkerung von etwa 200.000. Obwohl es den Venezianern gelang, einen gewissen Wohlstand wiederherzustellen – die Bevölkerung soll bis 1708 auf etwa 250.000 gestiegen sein, wahrscheinlich getrieben durch Einwanderung – gelang es ihnen nicht, das Vertrauen ihrer griechisch-orthodoxen Untertanen zu gewinnen. Die Venezianer starteten auch ein großes Befestigungsprojekt in Morea, dessen Ergebnisse noch heute zu sehen sind. Das Osmanische Reich sowie Venedig waren durch den Krieg so geschwächt, dass es für beide Reiche den Niedergang im nächsten Jahrhundert bedeutete.